# Le Souffleur (court métrage)
Pour les articles homonymes, voir Souffleur.
Pour plus de détails, voir Fiche technique et Distribution.
Le Souffleur est un court métrage français, réalisé par Bruno Sauvard et Michael Viger en 1996.

## Fiche technique
- Titre : Le Souffleur
- Réalisation : Bruno Sauvard et Michael Viger
- Scénario : Laurent Tiphaine et Michael Viger
- Photographie : Christophe Offenstein
- Montage : Frédéric Viger
- Production : Ingeborg Viger et Michael Viger
- Société de production : Injam Production
- Pays :  France
- Genre : Comédie
- Durée : 8 minutes
- Dates de sortie : 
  -  France : 1996

## Distribution
- Grégoire Bonnet
- Jean-Paul Rouve
- Claude Provost